# Phenole im Wein

Schemazeichnung Weinbeere: Während nicht flavonoide Substanzen überwiegend im Saft und Fruchtfleisch der Beere zu finden ist, findet man die Flavonoide in der Schale, den Kernen und den Stielen.

Die Phenole im Wein umfassen eine Gruppe einiger hundert chemischer Substanzen aus der Stoffgruppe der Polyphenole. Die Phenole beeinflussen im Wesentlichen die Farbe, den Geruch, den Geschmack sowie die Textur des Weins. Sie sind verantwortlich für den Unterschied zwischen Weiß- und Rotwein. Neben den visuellen sowie gustatorischen Eigenschaften besitzt die reaktionsfreudige Gruppe antibakterielle und antioxidative Wirkung, haben Einfluss auf den Vitamingehalt des Weins und scheinen eine positive Wirkung auf den Verlauf von Herz- und Kreislauferkrankungen zu haben. In diesem Zusammenhang werden sie für das Phänomen des Französischen Paradox verantwortlich gemacht. Der überwiegende Teil der Phenole wird zur Familie der Sekundärmetabolite der Rebe gezählt, d. h., sie scheinen für das Überleben der Pflanze entbehrlich zu sein. Die wasserlöslichen Phenole werden meist in den Vakuolen der Beere in Form von Glycosiden eingelagert.
Ein Teil der Phenole (meist nicht-flavonoide Substanzen) ist im Saft und im Fruchtfleisch der Weinbeere enthalten. Auf ihren Anteil im Wein hat der Winzer nur einen geringen Einfluss und stellt im Wesentlichen das Charakteristikum der Rebsorte dar. In der Beerenschale, den Kernen und den Stielen bzw. dem Stielgerüst konzentrieren sich die Flavonoide. Durch Techniken der Weinherstellung wie die Standzeit der Maischegärung, der Anteil der Stiele in der Maische usw. kann die Menge der extrahierten Komponenten im Wein gesteuert werden. Ein zu hoher Anteil von Flavonoiden im Weißwein oder Schaumwein ist unerwünscht. Während der Weinbereitung sowie der späteren Alterung ändert sich die chemische Struktur vieler der im Wein enthaltenen Phenole. Über die Änderungsmechanismen ist bislang wenig bekannt.
Durch die Wahl des Gär- und Ausbaubehälters können verschiedene Phenole in den Wein eingebracht werden. Das neue Eichenholz des Barrique kann bsw. je nach Herkunft und Röstgrad einen Vanilleton in Form des Vanillin einbringen.

## Gustatorische Wahrnehmung
Aktuell wird von mindestens fünf Grundqualitäten der Gustatorischen Wahrnehmung ausgegangen:
1. süß – ausgelöst durch Zucker, auch durch einige Aminosäuren, Peptide, Alkohole, siehe auch: Süßstoffe
2. salzig – ausgelöst durch Speisesalz, auch durch einige andere Mineralsalze
3. sauer – ausgelöst durch saure Lösungen und organische Säuren
4. bitter – ausgelöst durch eine Vielzahl verschiedener Stoffe, siehe auch: Bitterstoffe
5. umami (jap.: fleischig, herzhaft) – ausgelöst durch Glutaminsäure und Asparaginsäure.

Bereits seit Anfang des 20. Jahrhunderts ist bekannt, dass die unterschiedlichen Geschmacksqualitäten von allen geschmacksempfindlichen Teilen der Zunge wahrgenommen werden. Die Unterschiede zwischen den Zungenbereichen bezüglich der Sensitivität für einzelne Qualitäten sind beim Menschen nur gering. Dennoch ist in vielen Lehrbüchern noch eine Einteilung der Zunge in „Geschmackszonen“ zu finden.
Die geschmacksbildenden Phenole sind überwiegend der Gruppe der Bitterstoffe zuzuordnen.

## Die Substanzen

### Flavonoide
Die Flavonoide sind eine Gruppe von wasserlöslichen Pflanzenfarbstoffen und spielen eine wichtige Rolle im Stoffwechsel vieler Pflanzen. Laut DGE gibt es über 6500 unterschiedliche Flavonoide. Die meisten Flavonoide sind an Glucose oder Rhamnose gebunden – daher nennt man sie Glycoside. Nur die Flavanole und die Proanthocyanidine sind nicht an Zuckermoleküle gebunden (= Aglycone).

#### Flavone
Flavone sind gelbe Pflanzenfarbstoffe. Es sind etwa 300 natürlich vorkommende Flavone bekannt. Wie andere Flavonoide kommen sie als wasserlösliche Glycoside vor, z. B. Hyperosid und Quercitrin, Hesperidin, Luteolin oder Chrysin. Die resultierende Farbe im Weißwein reicht vom blassen Gelbgrün bis hin zum satten Goldgelb. Der erstgenannte Farbton ist meist den Weißweinen aus nördlichen Weinbaugebieten eigen. Typisch ist das blasse Gelbgrün für einen Chablis oder einen Riesling vom Weinbaugebiet Mosel.
Zwischen dem Gelbgrün und dem Goldgelb reiht sich das sehr gängige Strohgelb ein. Das Goldgelb weist in der Regel auf einen qualitativ hochwertigen Süßwein wie eine Beerenauslese oder Trockenbeerenauslese oder aber die Bordeauxgewächse von Sauternes und Barsac hin. Weißweine gewinnen – im Gegensatz zu Rotweinen – mit zunehmender Flaschenreife an Farbintensität.

#### Anthocyane

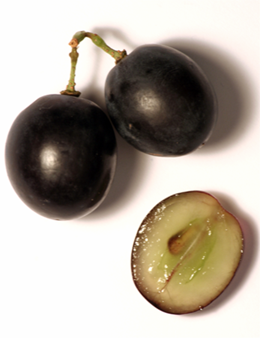
Die Farbstoffe der Mehrzahl der Rotwein-Rebsorten sitzt in der Beerenschale, während der Saft und das Fruchtfleisch der Beere farblos ist.

Anthocyane (von griech. anthos = Blüte, Blume, kyáneos = dunkelblau) sind wasserlösliche Pflanzenfarbstoffe, die in nahezu allen höheren Pflanzen vorkommen und den Blüten, Früchten und manchen Blättern die rote, violette, blaue oder blauschwarze Färbung geben. In den Weinbeeren entwickeln sich die Anthocyane mit dem Beginn der Reife (Stadium 81 der BBCH-Skala für Weinreben). In diesem Stadium wechselt die Farbe der Beerenhaut roter Rebsorten von grün nach rot bis blau-schwarz. In den meisten Fällen finden sich die Pflanzenfarbstoffe ausschließlich in der Beerenschale, während der Saft und das Fruchtfleisch der Beere farblos ist. Dies erklärt auch, dass man aus diesen roten Rebsorten auch Weißweine gewinnen kann (→ Blanc de Noirs). Besonders gängig ist diese Praxis in der Champagne, wo aus dem Spätburgunder (Pinot Noir) und der Müllerrebe (Pinot Meunier) in großer Zahl weiße Schaumweine entstehen. Um einen Rotwein zu gewinnen, muss der Farbstoff aus der Beerenschale ausgelöst werden. Dies geschieht während der Maischestandzeit und Maischegärung, wo der gärende oder bereits vergorene Saft mit den Beerenschalen im Kontakt verbleibt.
Der Anteil von Tanninen und Anthocyanen kann jahrgangsabhängig um 100 %, der Säureanteil um 50 % und das Mostgewicht um bis zu 15–20 % variieren. Anthocyane haben in den Pflanzen unter anderem die Aufgabe, die Pflanzen vor dem starken UV-Licht der Sonne schützen, indem sie bestimmte Wellenlängen absorbieren. So wird eine Schädigung der Proteine in der Zelle und der DNA in den Zellkernen verhindert. Die Menge der gebildeten Farbstoffe hängt dabei auch von der Intensität der Strahlung ab. Daher findet man in nördlichen Anbaugebieten fast nur noch weiße Rebsorten. Rote Beeren, die nicht zur phenolischen Vollreife gelangten, ergeben Weine mit grasigem Charakter.
In den Weinbeeren finden die Ampelographen eine Fülle von Anthocyanen, die für die ganze Bandbreite an Farbvarianten verantwortlich sind. Die wichtigsten sind Cyanidin, Peonidin, Petunidin, Delphinidin und das Malvidin. Dabei ist die Zusammenstellung der Farbstoffe abhängig von der Rebsorte. Diesen Umstand machen sich die Ampelographen zur Identifikation einzelner Sorten zu Nutze. In der Mitte des 20. Jahrhunderts nutzten sie ebenfalls eine Besonderheit der edlen Weinrebe Vitis vinifera zur Überprüfung, ob das Verbot der sogenannten Hybridreben oder Amerikanerreben eingehalten wurde. Während die Anthocyane von Vitis vinifera fast ausschließlich an ein Zuckermolekül gebunden sind, sind sie bei den von Vitis riparia und Vitis rupestris abstammenden Rebsorten an zwei Zuckermoleküle gebunden.
Rotweine zeigen sich in sehr unterschiedlichen Farbtönen, die von einem kräftigen Violettrot über sämtliche Rottöne (Purpur, rubinrot, granatrot) nach einer Alterung zu rotbraunen oder bernsteinfarbenen Tönen ändern.
Ob ein Anthocyan eher einen roten oder blauen Ton annimmt, hängt vom pH-Wert des Weins ab. Ein Wein mit niedrigem pH-Wert (also einer kräftigen Säure) begünstigt das rote Erscheinungsbild; bei hohen pH-Werten überwiegen Blautöne. Bei der Flaschenlagerung reagieren die im Wein befindlichen Anthocyane mit Säuren und Tanninen. Zusammen fallen die Produkte aus und können ein Flaschendepot bilden. Die Farbe des Weins tendiert dann zu einem rotbraun, das im Idealfall ein Zeichen einer längeren Flaschenreife ist. Rotweine verlieren mit zunehmendem Alter an Farbintensität.

#### Tannine

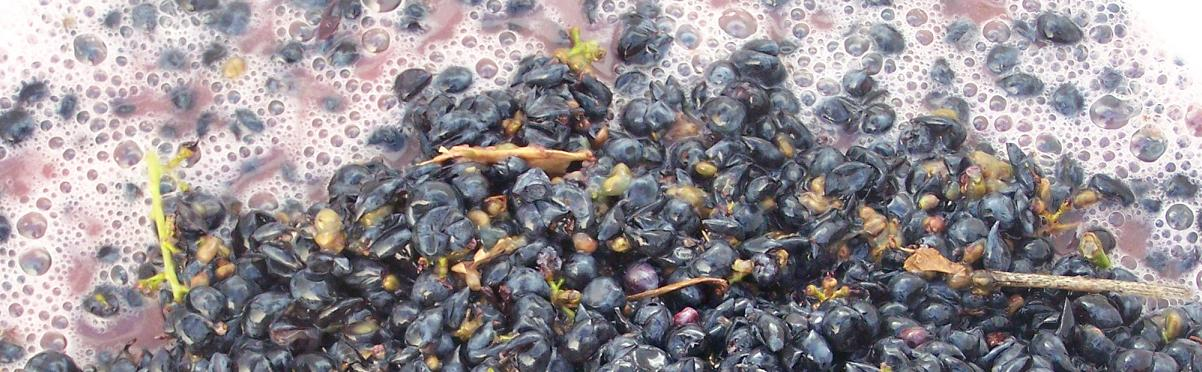
Während der Maischegärung wird aus den Stielen Tannin entzogen. Bei tanninarmen Rebsorten wie dem Spätburgunder ist dies eine gängige Praxis, dem Wein zu einer besseren Struktur zu verhelfen.

Die Gruppe der Tannine beeinflusst die Farbe des Weins, die benötigte Lagerdauer bis zur Trinkreife sowie die Textur des Weins. Der Gehalt an Tanninen (Gallotannine und Ellagitannine) und ihre Struktur sind ein maßgeblicher Faktor für die Qualität eines Weines. Teils wird irrtümlich angenommen, dass Rotweine abhängig vom Tanningehalt länger oder weniger lang haltbar seien. Tannin verhindert zwar die Oxidation des Weines, was heutzutage aber auch durch Zugabe von Kaliumdisulfit (Kaliumpyrosulfit) erreicht werden kann. Es verleiht dem Wein eine charakteristisch raue Note von Trockenheit, die sogenannte Adstringenz. Die Bitterkeit entsteht durch eine Reaktion zwischen den Tanninen und einigen Proteinen im Speichel. Die Reaktionsfähigkeit mit Proteinen bestimmt auch wesentlich, welches Essen zu welchem Wein passt. Die Önologie kennt heute über 30 verschiedene Tannine. Manche sind für die Qualität des Weines von Bedeutung, andere werden als ungünstig eingestuft. Grundsätzlich spielen Tannine bei Rotweinen eine größere Rolle als bei Weißweinen, da mit den Farbstoffen immer auch Gerbstoffe aus den Beerenhäuten extrahiert werden. Diese natürlichen Tannine sind nicht hydrolisierbar und bilden sich durch Enzyme beim Stoffwechsel der Beere. Die Rebsorten Cabernet Sauvignon, Nebbiolo, Syrah und Tannat verfügen über einen sehr hohen Anteil natürlicher Gerbstoffe.
Tannin wird auch aus Eichenfässern auf Wein übertragen (Barrique), wenn diese nicht weingrün gemacht wurden. Jedoch fördert die Sauerstoffzufuhr auch die Polymerisation mit Anthocyanen, so dass der Tanningehalt des Weines nach dem Barrique-Ausbau meist geringer ist als vorher. Die Tannine aus dem Faßausbau sind hydrolisierbar (z. B. Gallotannine als Produkt der Gallussäure, Ellagtannine als Produkt der Ellagsäure).
Der Tanningehalt eines Weines entscheidet weniger über die Lagerfähigkeit, als vielmehr über dessen Lagerbedürftigkeit: Im Laufe der Flaschenreife polymerisieren die Tannine mit Anthocyanen zu nicht adstringierend wirkenden, langkettigen Molekülen. Die Adstringenz des Weines geht dabei stetig zurück, wodurch sich der Wein angenehmer trinken lässt. Voraussetzung dafür ist das Vorhandensein einer ausreichenden Konzentration von Anthocyanen (Farbstoffen). Mit der Technik der Mikrooxigenation versucht man, die Lagerbedürftigkeit zu reduzieren.
Späte Weinlese und hohe physiologische Reife sorgen für reifere und als weich empfundene Tannine. Unreife Gerbstoffe hingegen schmecken grün, aggressiv und pelzig.

#### Catechine
Die Weinbeeren der Edlen Weinrebe (Vitis vinifera) ist reich an (+)-Catechine, (−)-Epicatechine, (+)-Gallocatechine,(−)-Epigallocatechine, sowie der veresterten Form, dem Epicatechine-3-O-gallat. Diese Flavanole der Flavan-3-ole Gruppe haben einen bitteren und adstringierenden Geschmack und befinden sich ausschließlich in den Kernen der Beeren. Der Gehalt der Catechine variiert in Funktion de Rebsorte, des Terroir, des Jahrgangs sowie der phenolischen Reife der Beeren. Die Rebsorten Merlot und Cabernet Sauvignon verfügen über ausgesprochen hohe Mengen der Flavanole.
| Gehalt an Flavanole in Kernen von Rebsorten (geerntet in der Toskana Italien) Gehalt in mg/kg MS | Gehalt an Flavanole in Kernen von Rebsorten (geerntet in der Toskana Italien) Gehalt in mg/kg MS | Gehalt an Flavanole in Kernen von Rebsorten (geerntet in der Toskana Italien) Gehalt in mg/kg MS |
| Rebsorte                                                                                         | (+)-Catechine                                                                                    | (−)-Epicatechine                                                                                 |
| ------------------------------------------------------------------------------------------------ | ------------------------------------------------------------------------------------------------ | ------------------------------------------------------------------------------------------------ |
| Merlot                                                                                           | 1388                                                                                             | 1318                                                                                             |
| Cabernet Sauvignon                                                                               | 1418                                                                                             | 1276                                                                                             |

Bei der Weinherstellung kann der Winzer über diverse Parameter der Maischegärung den Extraktionsgehalt der Phenole aus Beerenschale und Kernen beeinflussen. Im Rotwein schwanken die Mengen der Catechine wie folgt.
| Mittlerer Gehalt von Flavonol in Rotweinen Ergebnisse in mg/l | Mittlerer Gehalt von Flavonol in Rotweinen Ergebnisse in mg/l | Mittlerer Gehalt von Flavonol in Rotweinen Ergebnisse in mg/l | Mittlerer Gehalt von Flavonol in Rotweinen Ergebnisse in mg/l |
| Flavanols                                                     | Maximum                                                       | Minimum                                                       | Mittelwert                                                    |
| ------------------------------------------------------------- | ------------------------------------------------------------- | ------------------------------------------------------------- | ------------------------------------------------------------- |
| (+)-Catechine                                                 | 300                                                           | 20                                                            | 130                                                           |
| (−)-Epicatechine                                              | 120                                                           | 5                                                             | 60                                                            |
| (+)-Gallocatechine                                            | 80                                                            | 7                                                             | 35                                                            |
| (−)-Epigallocatechine                                         | 35                                                            | 2                                                             | 13                                                            |

Im Mittel liegen somit 238 mg/L Flavonole im Rotwein vor. Die entspricht einer Menge von 28,5 mg in einem Weinglas von 12 cl.

### Phenolsäuren
Phenolsäuren (Phenolcarbonsäuren) sind aromatische chemische Verbindungen, die zur Gruppe der Hydroxybenzoesäuren oder Hydroxyzimtsäuren gehören. Die Beeren und der Wein enthält Benzoesäuren sowie Zimtsäure. Im Rotwein liegt die Konzentration bei 100–200 mg/l, beim Weißwein bei lediglich 10–20 mg/l. Von den sieben bekannten Benzoesäuren kommen lediglich die Salicylsäure sowie die Gentisinsäure in Spuren vor. Im Most liegen die Zimtsäuren mit Weinsäure in veresterter Form vor. In der Wahrnehmung sind beide Säurefamilien farb- und geruchlos, stellen jedoch die Vorstufe flüchtiger Phenole dar.